# Yang Jung-mo
Yang Jung-mo (né le 22 janvier 1953 à Busan) est un lutteur libre sud-coréen, le premier champion olympique de la Corée du Sud.

## Carrière
Il est médaillé d'or en moins de 62 kg aux Jeux asiatiques de 1974 à Téhéran, médaillé de bronze aux Championnats du monde de lutte 1975 à Minsk puis remporte le titre poids plume aux Jeux olympiques d'été de 1976 à Montréal. Il est ensuite médaillé d'argent aux Championnats du monde de lutte 1978 à Mexico et aux Jeux asiatiques de 1978  à Bangkok.